# Albert Geertjes
Albert Geertjes (Beilen, 1951) is een Nederlandse kunstenaar, vormgever en meubelmaker.

## Leven en werk
Geertjes leerde in de jaren zestig het meubelmakersvak van Lütz de Jong. In de jaren zeventig was hij in de leer bij beeldhouwer en schilder Tiddo Nieboer. Sinds 1980 is hij professioneel kunstenaar en vormgever. Voor zijn buitenwerk werkt hij veel met glas en staal.

## Enkele werken
- 1992 Brandend glas, lamp van een halve koperen boiler met glaspruik
- 1996 Griffebrug in Groningen
- 1996 Boekenboom, boekenkast van lariks, gewaterd iepen en eiken voor de bibliotheek Assen en Hotel De Ville
- 2003 Oorlogsmonument in het Spaarbanksbos bij Hoogeveen
- 2003 Ölandsteen schalen, glas gesmolten over Ölandsteen
- 2004 Weet je nog liefje? in Groningen
- 2006 Rotonde Gemeente Tynaarlo, de Punt
- 2007 "Memento Mori" een geschreven boom, comm. Hoogeveensche Courant.
- 2009 Doopvont voor de Martinikerk in Groningen
- 2011-2013 Serie 'lichtscheppen', aardgasgerelateerde objecten (Voorko, Klara's broom, Licht Scheppen)
- 2016 33 Sterren voor Eetwaar in Groningen, luifel met LED en glas

## Galerij

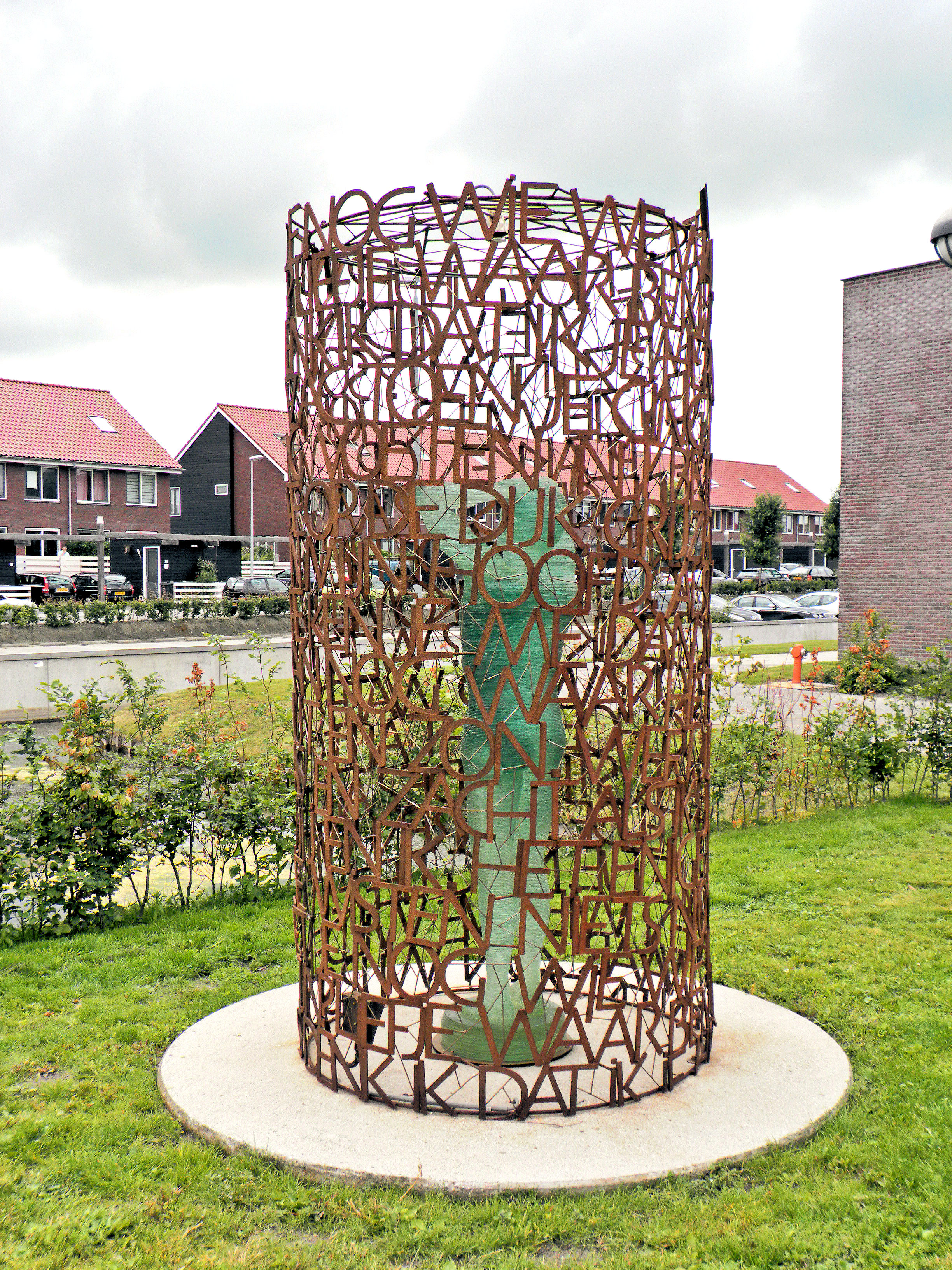
Weet je nog liefje?
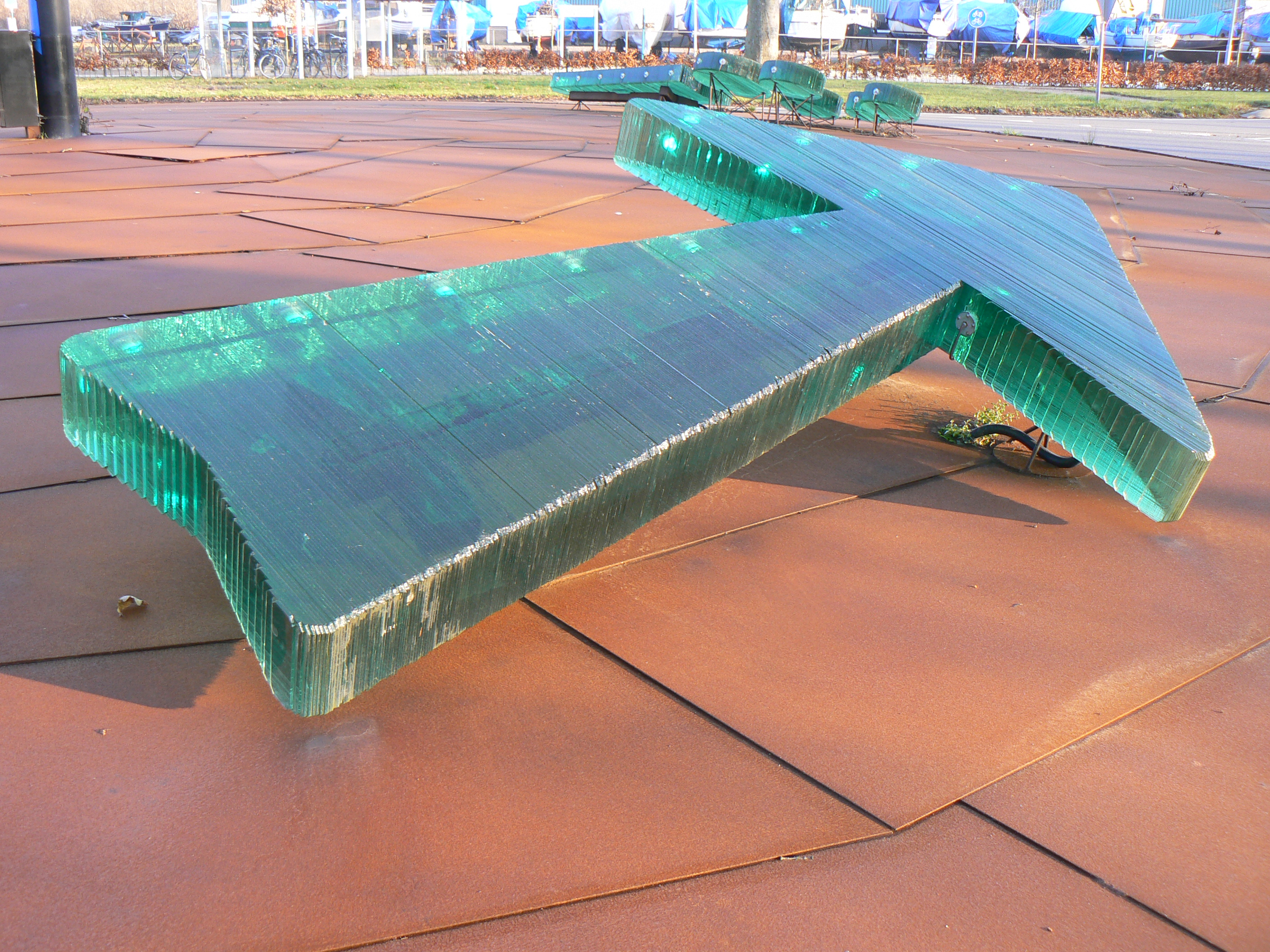
Round about
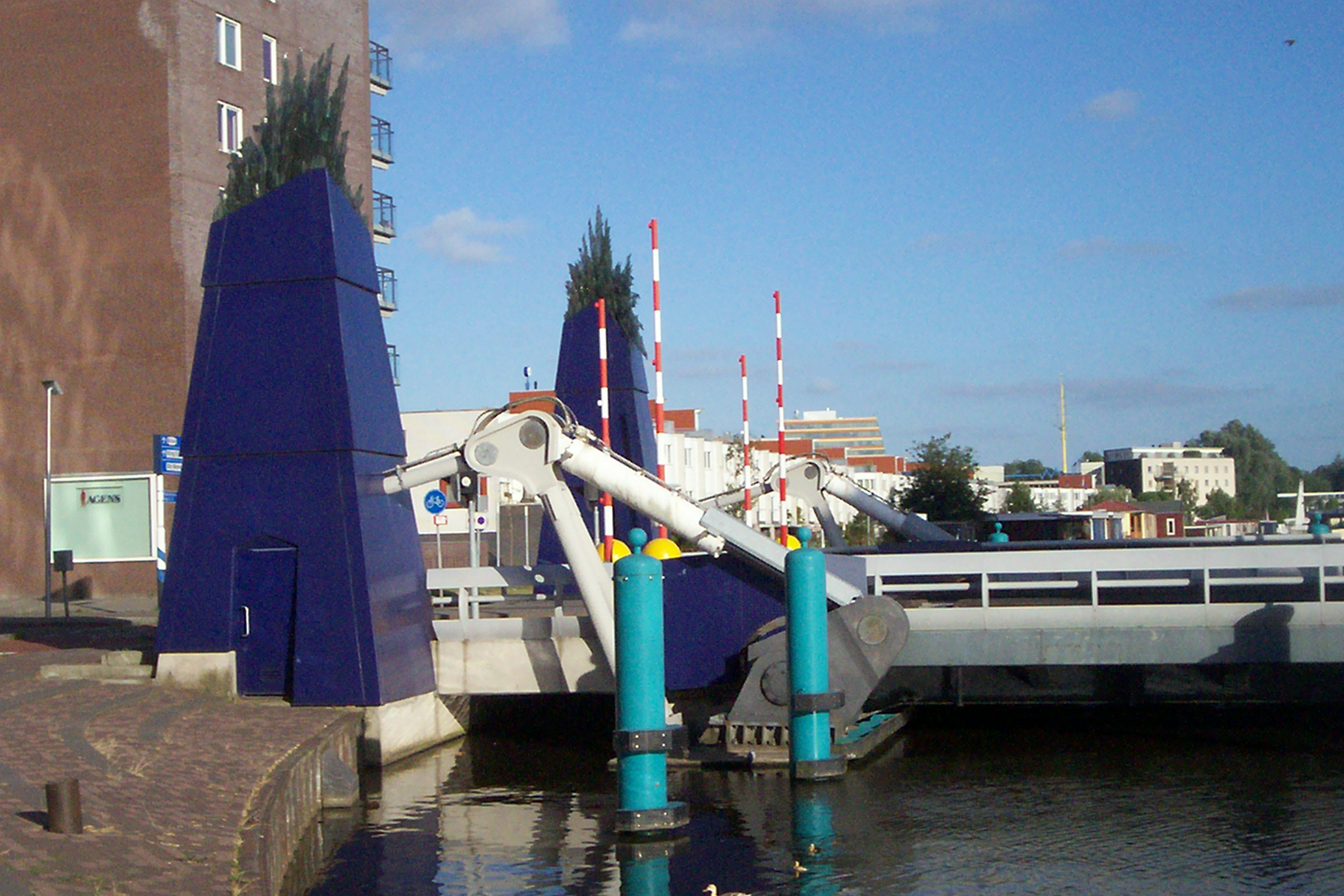
Griffebrug
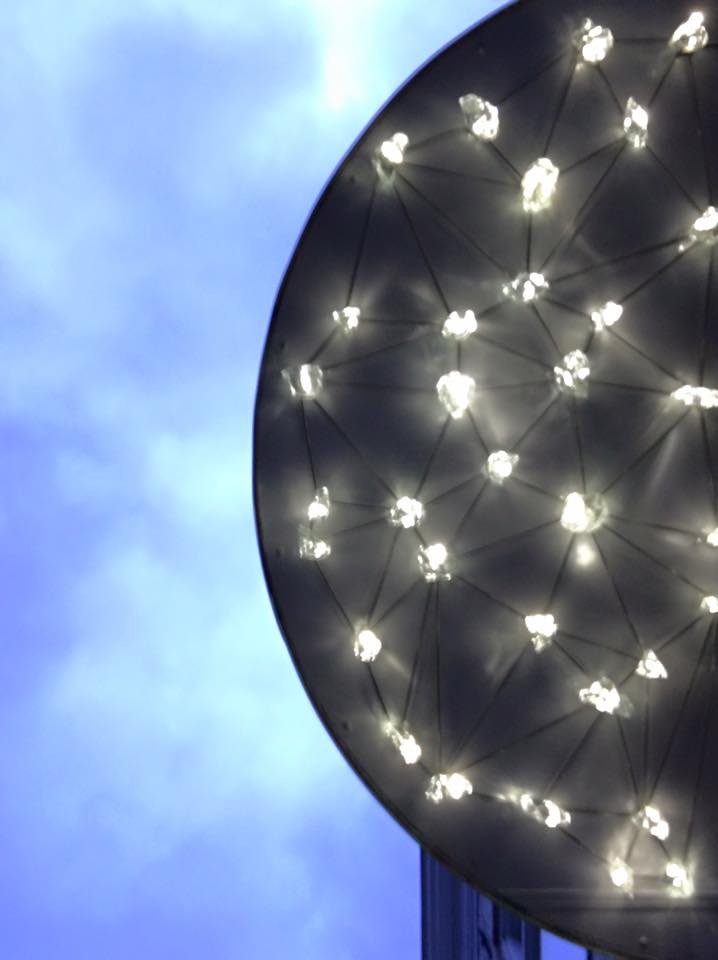
Sterrenhemel voor Eetwaar
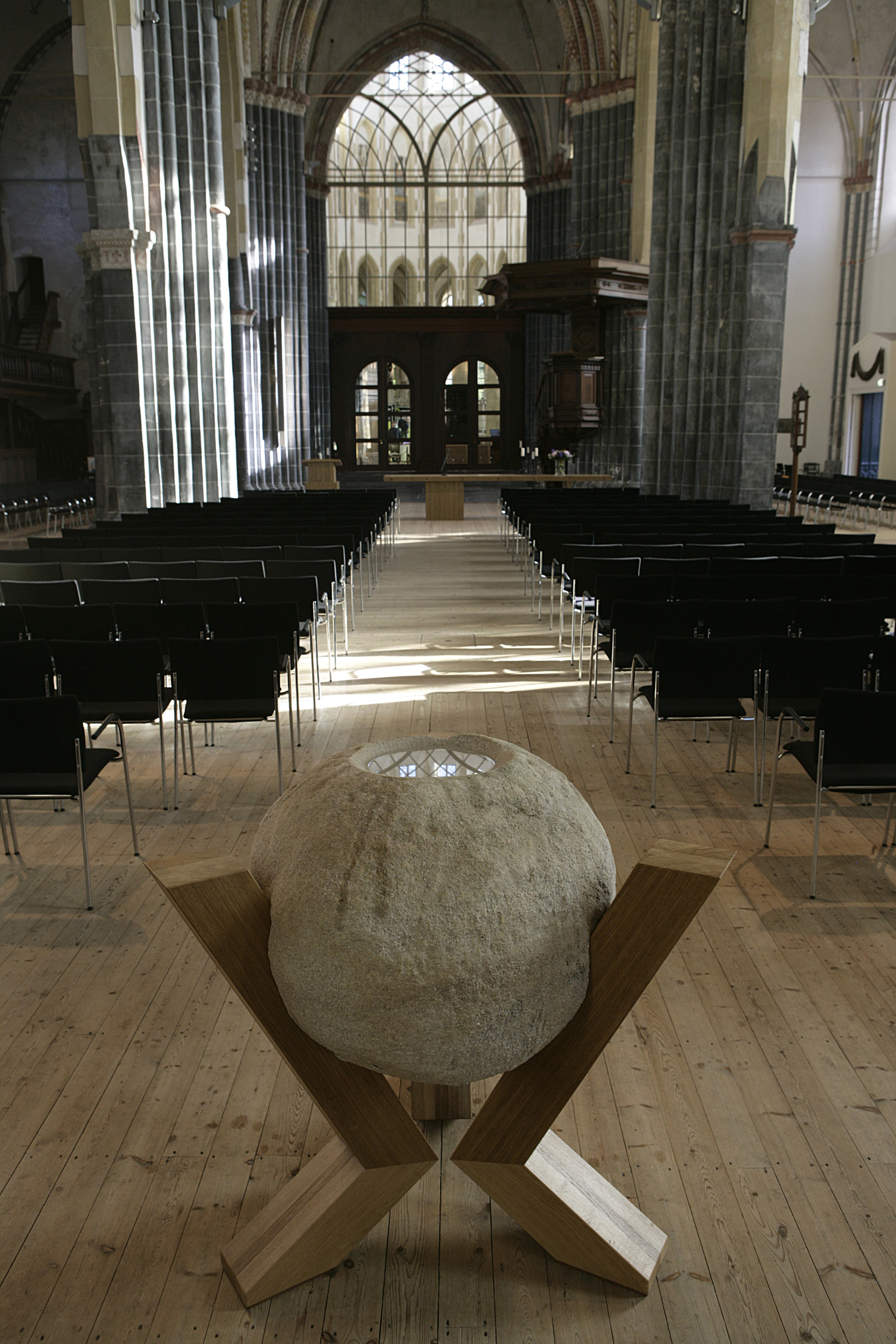
Doopvont
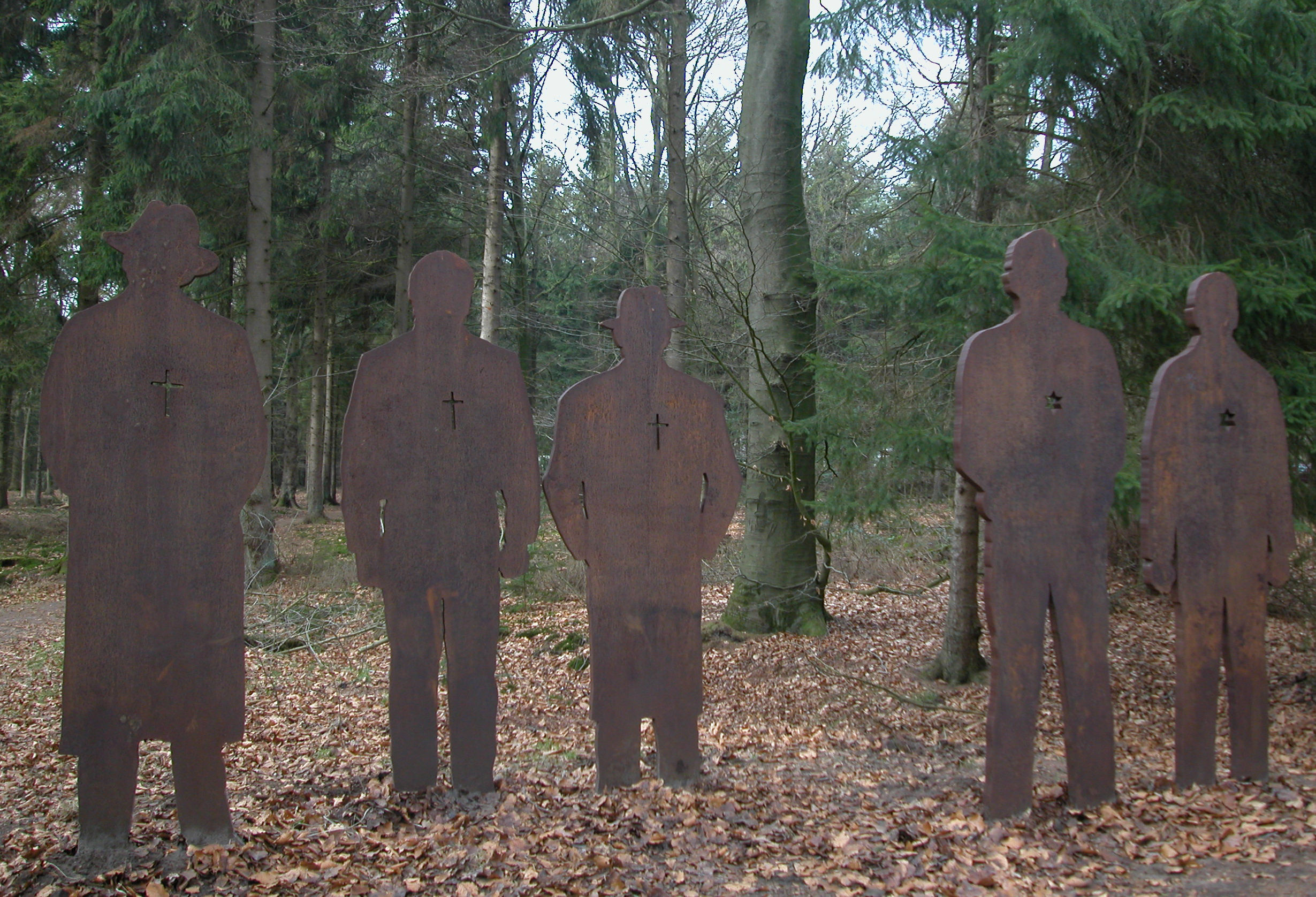
Oorlogsmonument
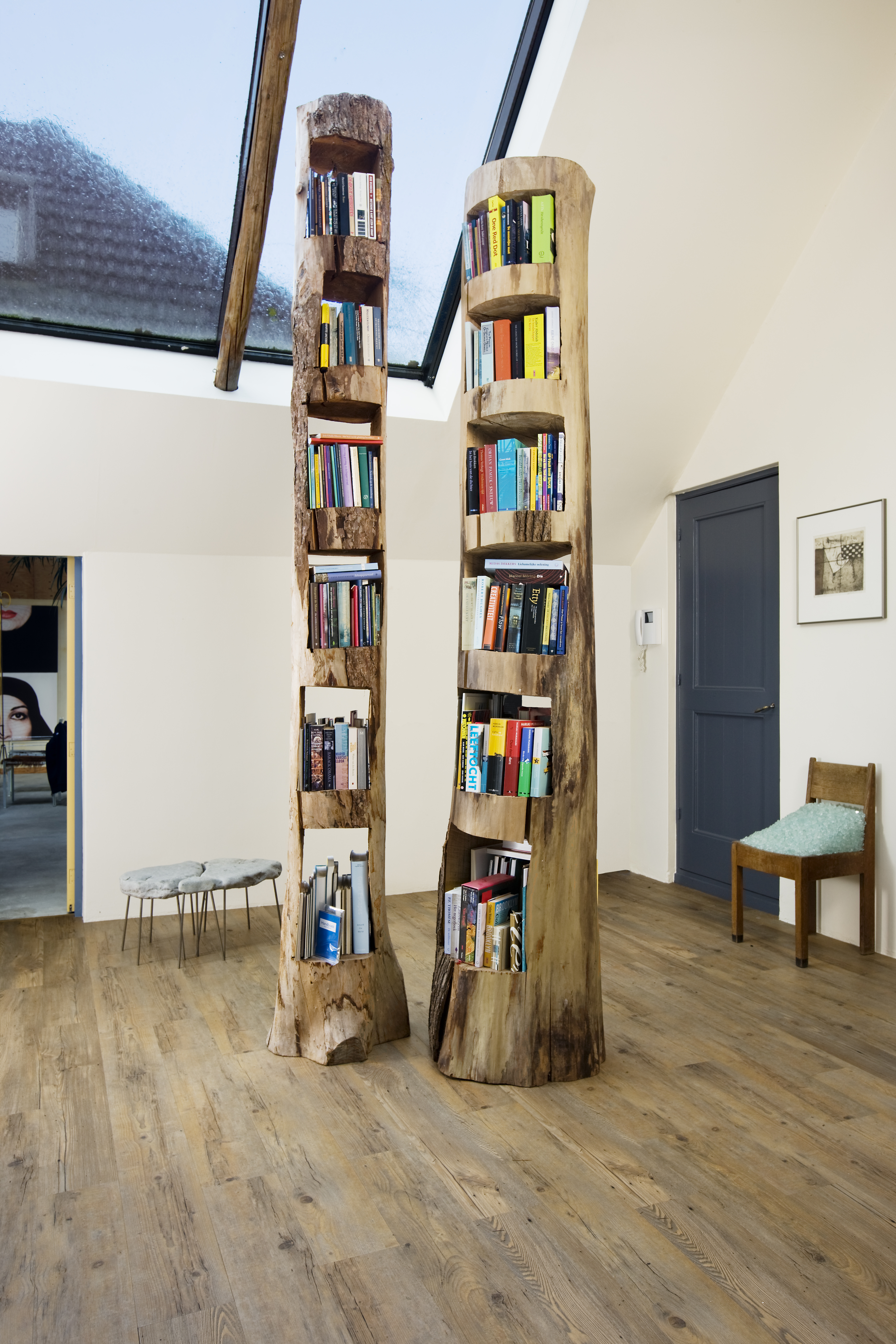
Boekenboom